# Black metal nacional-socialista
Black metal nacional-socialista (também chamado de NSBM, Nazi black metal ou black metal nazista) é um subgênero do black metal criado e apresentado por artistas que promovem o nazismo ou ideologias similares através de imagens e das letras. O NSBM tipicamente combina crenças neonazistas (como o fascismo, a supremacia branca, o antissemitismo e a homofobia) com o paganismo europeu e a hostilidade contra algumas religiões como o cristianismo, o judaísmo e o islamismo.
Algumas bandas misturam o neonazismo com o satanismo ou o ocultismo, ao invés do paganismo. O vocalista e multi-instrumentista Varg Vikernes é muitas vezes visto como a principal personalidade a trazer tais ideologias para o black metal, segundo o vocalista, seu envolvimento com o nazismo é baseado na aceitação do paganismo pelo nazismo e com suporte que ele recebeu dos neonazistas. De acordo com Mattias Gardel, os músicos da cena NSBM "vêem o nazismo como uma extensão lógica da dissidência política e espiritual inerente no black metal".
Bandas que possuem crenças nazistas, mas não as expressam em suas músicas, não são consideradas NSBM pelos membros da cena black metal, apesar de serem consideradas assim pela mídia. Por outro lado, bandas que apresentam outros subgêneros do heavy metal com letras relacionadas ao nazismo, acabam erroneamente sendo chamadas de NSBM.
A banda de death metal Arghoslent é frequentemente associada ao black metal nazista, devido às suas letras serem baseadas na ideologia da supremacia branca. A banda entende que a maior parte do suporte que recebe no meio underground vem dessa vertente e até se identificam com certos aspectos, mas acreditam não pertencer ao NSBM, por antecede a maior parte desta cena em alguns anos. Algumas bandas de black metal já fizeram referências à Alemanha Nazista em suas músicas puramente para chocar o público, assim como bandas de punk rock e heavy metal.

## Bandas de NSBM
- Absurd[4]
- Nokturnal Mortum[4]
- Satanic Warmaster[5]